# Rio Branco (vattendrag i Brasilien, Rondônia, lat -9,85, long -63,07)
Rio Branco är ett vattendrag i Brasilien.   Det ligger i delstaten Rondônia, i den centrala delen av landet, 1 800 km väster om huvudstaden Brasília.
Omgivningarna runt Rio Branco är huvudsakligen savann. Runt Rio Branco är det glesbefolkat, med 18 invånare per kvadratkilometer.